# Notodryas
Notodryas is een geslacht van vlinders van de familie borstelmotten (Epermeniidae).

## Soorten
- N. aeria Meyrick, 1897
- N. callierga Meyrick, 1906
- N. vallata Meyrick, 1897